# Lasius neoniger
Lasius neoniger är en myrart som beskrevs av Carlo Emery 1893. Lasius neoniger ingår i släktet Lasius och familjen myror. Inga underarter finns listade i Catalogue of Life.

## Bildgalleri

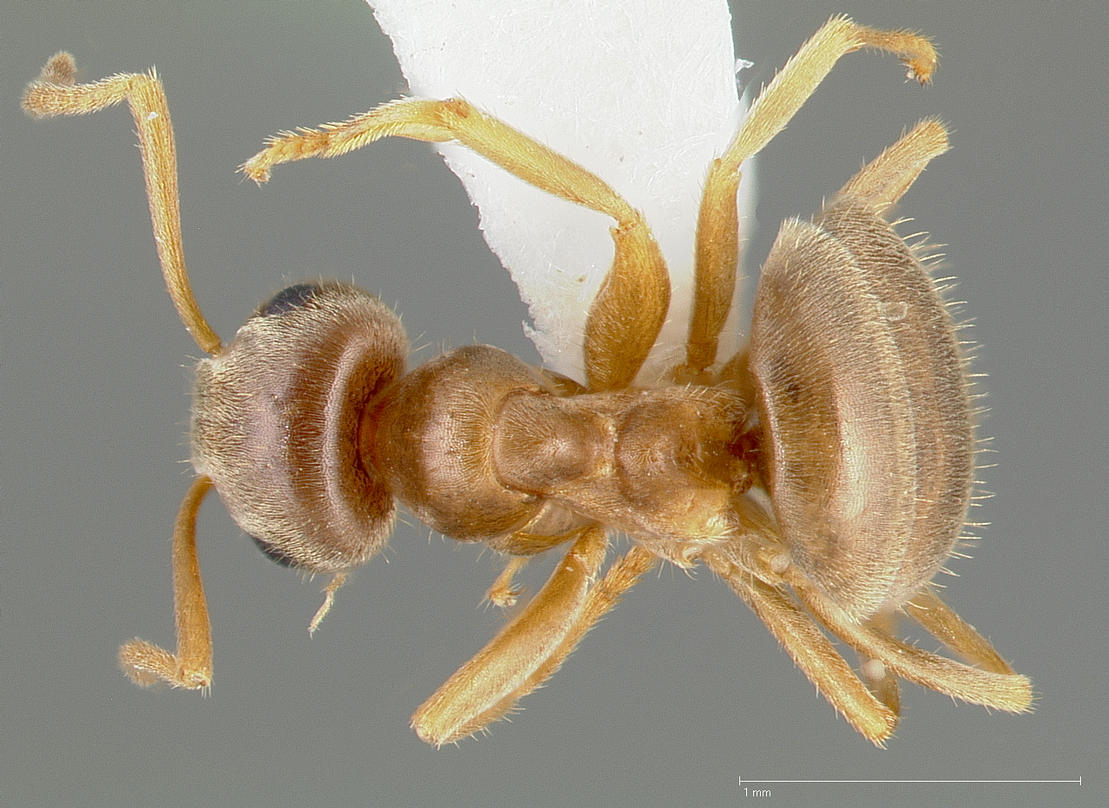
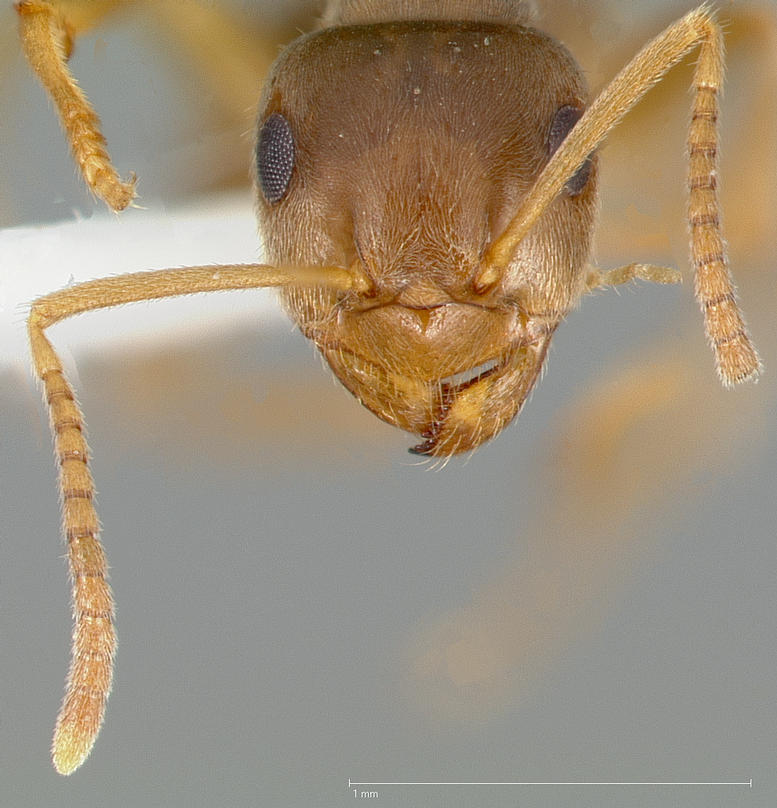
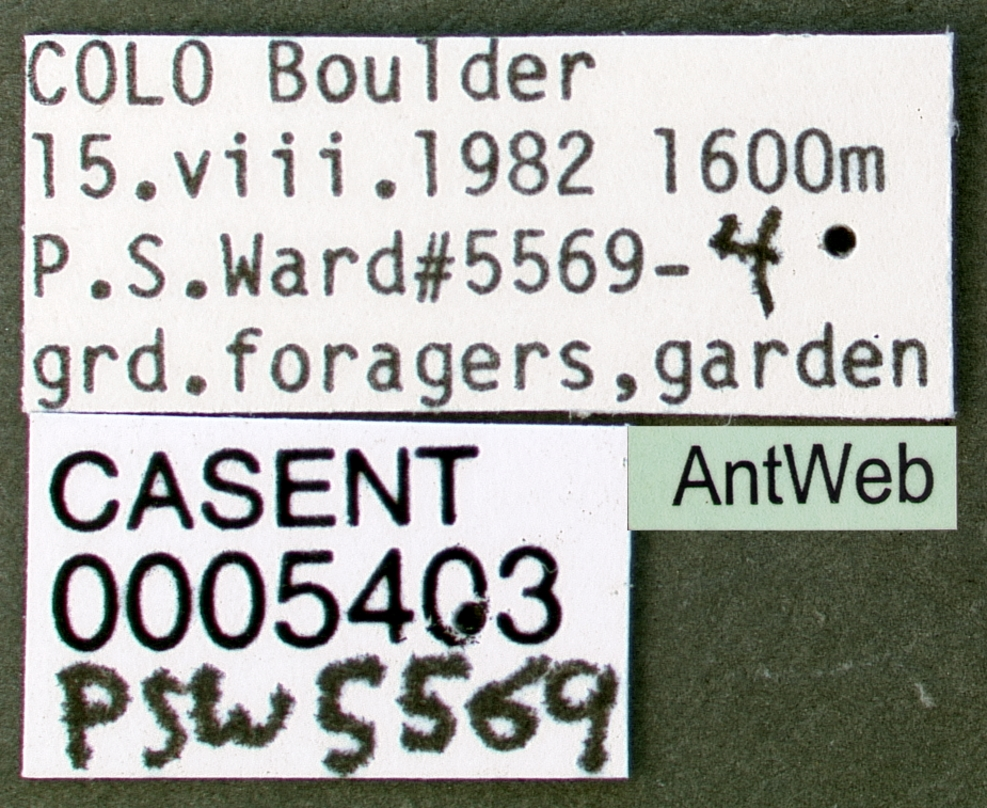
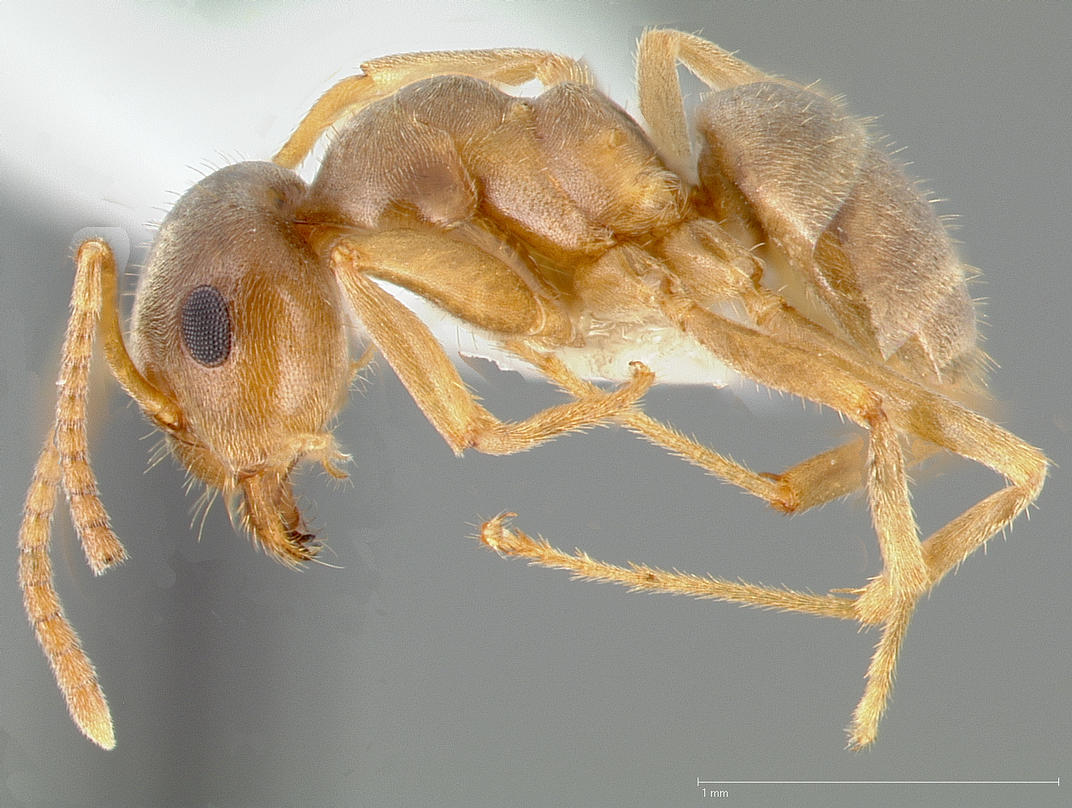
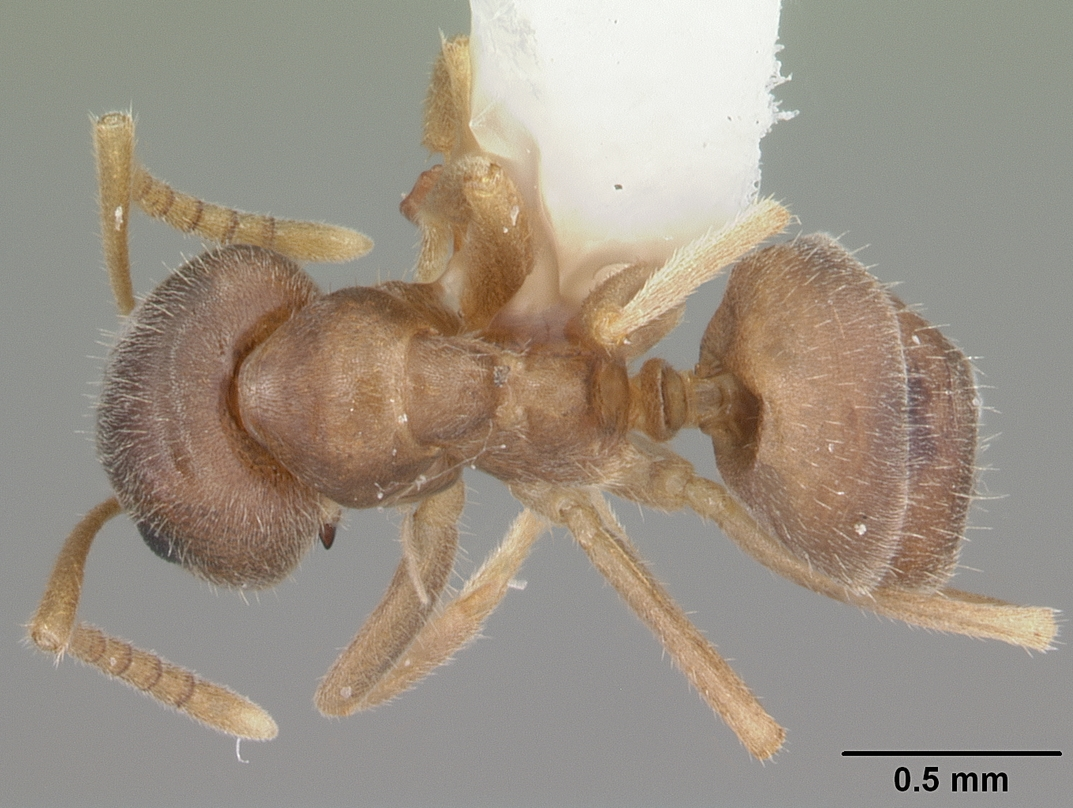
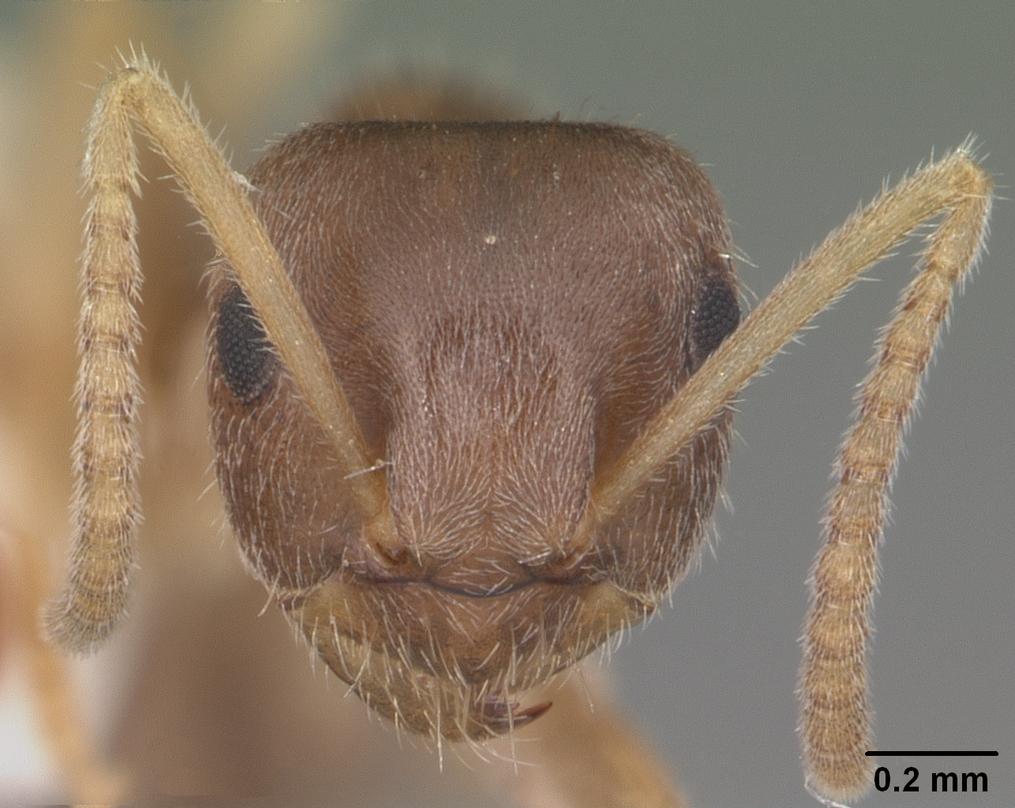